# Hogeschool ABC
Hogeschool ABC NV is een particuliere hogeronderwijsinstelling in Paramaribo, Suriname.
De opleiding werd op 22 januari 2016 opgericht en heeft als belangrijkste aandeelhouder ABC Opleiding en Training Suriname NV. Door samenwerking met partners in Suriname en Nederland kunnen certificaten en diploma's behaald worden op het niveau Bachelor of Business Administration (BBA). Daarnaast ontving de opleiding in 2019 een accreditatie van het Nationaal Orgaan voor Accreditatie (NOVA). Naast de BBA-opleiding is de studierichting International Tourism & Leisure Management door NOVA geaccrediteerd.